# Румунія на зимових Олімпійських іграх 2014
Румунія на зимових Олімпійських іграх 2014 року у Сочі буде представлена 24 спортсменами у 7 видах спорту.

## Біатлон
Спринт
| Змагання | Спортсмени     | Час     | Промахи | Місце |
| -------- | -------------- | ------- | ------- | ----- |
| Чоловіки | Корнел Пук'яну | 25:50.7 | 0+0     | 30    |
| Жінки    | Ева Тофалві    | 22:01.5 | 1+0     | 22    |

Переслідування
| Змагання | Спортсмени     | Час     | Промахи | Місце |
| -------- | -------------- | ------- | ------- | ----- |
| Чоловіки | Корнел Пук'яну | 38:19.8 | 0+2+1+3 | 47    |
| Жінки    | Ева Тофалві    | 32:15.3 | 1+2+0+0 | 26    |

## Фігурне катання
| Змагання                  | Спортсмени     | Коротка програма | Коротка програма | Довільна програма | Довільна програма | Підсумок | Підсумок |
| Змагання                  | Спортсмени     | Бали             | Місце            | Бали              | Місце             | Бали     | Місце    |
| ------------------------- | -------------- | ---------------- | ---------------- | ----------------- | ----------------- | -------- | -------- |
| Чоловіче одиночне катання | Золтан Келемен | 60.41            | 24               | 98.35             | 23                | 158.76   | 23       |